# جان فرانسوا بايارد
جان فرانسوا بايارد (بالفرنسية: Jean-François Bayard)‏ هو كاتب وكاتب مسرحي فرنسي، ولد في 17 مارس 1796 في تشاروليس في فرنسا، وتوفي في 19 فبراير 1853 في باريس في فرنسا.

## وصلات خارجية
- جان فرانسوا بايارد على موقع IMDb (الإنجليزية)
- جان فرانسوا بايارد على موقع ميوزك برينز (الإنجليزية)
- جان فرانسوا بايارد على موقع قاعدة بيانات الأفلام السويدية (السويدية)
- جان فرانسوا بايارد على موقع قاعدة بيانات الفيلم (الإنجليزية)
- جان فرانسوا بايارد على موقع كينوبويسك (الروسية)